# Brenda Martinez
Pour les articles homonymes, voir Martinez.
Brenda Martinez, née le 8 septembre 1987 à Upland, en Californie, est une athlète américaine, spécialiste des épreuves de demi-fond.

## Biographie
En juin 2013, elle porte son record personnel sur 800 mètres à 1 min 58 s 18 à Eugene, et termine par ailleurs deuxième des championnats des États-Unis, à Des Moines, derrière sa compatriote Alysia Montaño. Elle participe à la Ligue de diamant 2013 et remporte fin juillet le meeting de Londres en 1 min 58 s 19. Sur 1 500 mètres, elle établit la marque de 4 min 0 s 94 lors du meeting Herculis de Monaco.
Le 19 mars 2016, Brenda Martinez se classe 5e lors des championnats du monde en salle de Portland sur 1 500 m en 4 min 9 s 57.

## Palmarès
| Date | Compétition                    | Lieu             | Résultat | Épreuve     | Temps          |
| ---- | ------------------------------ | ---------------- | -------- | ----------- | -------------- |
| 2013 | Championnats du monde          | Moscou           | 2e       | 800 m       | 1 min 57 s 91  |
| 2014 | Relais mondiaux de l'IAAF      | Nassau           | 1re      | 4 × 800 m   | 8 min 1 s 58   |
| 2014 | Relais mondiaux de l'IAAF      | Nassau           | 2e       | 4 × 1 500 m | 16 min 55 s 33 |
| 2014 | Ligue de diamant               | Ligue de diamant | 2e       | 800 m       | détails        |
| 2015 | Ligue de diamant               | Ligue de diamant | 4e       | 800 m       | détails        |
| 2016 | Championnats du monde en salle | Portland         | 5e       | 1 500 m     | 4 min 9 s 57   |

## Records
| Épreuve | Performance   | Lieu   | Date            |
| ------- | ------------- | ------ | --------------- |
| 800 m   | 1 min 57 s 91 | Moscou | 18 août 2013    |
| 1 500 m | 4 min 0 s 94  | Monaco | 19 juillet 2013 |